# 賴訥巴赫河 (阿勒河支流)
47°31′40″N 8°13′40″E / 47.527711°N 8.227722°E

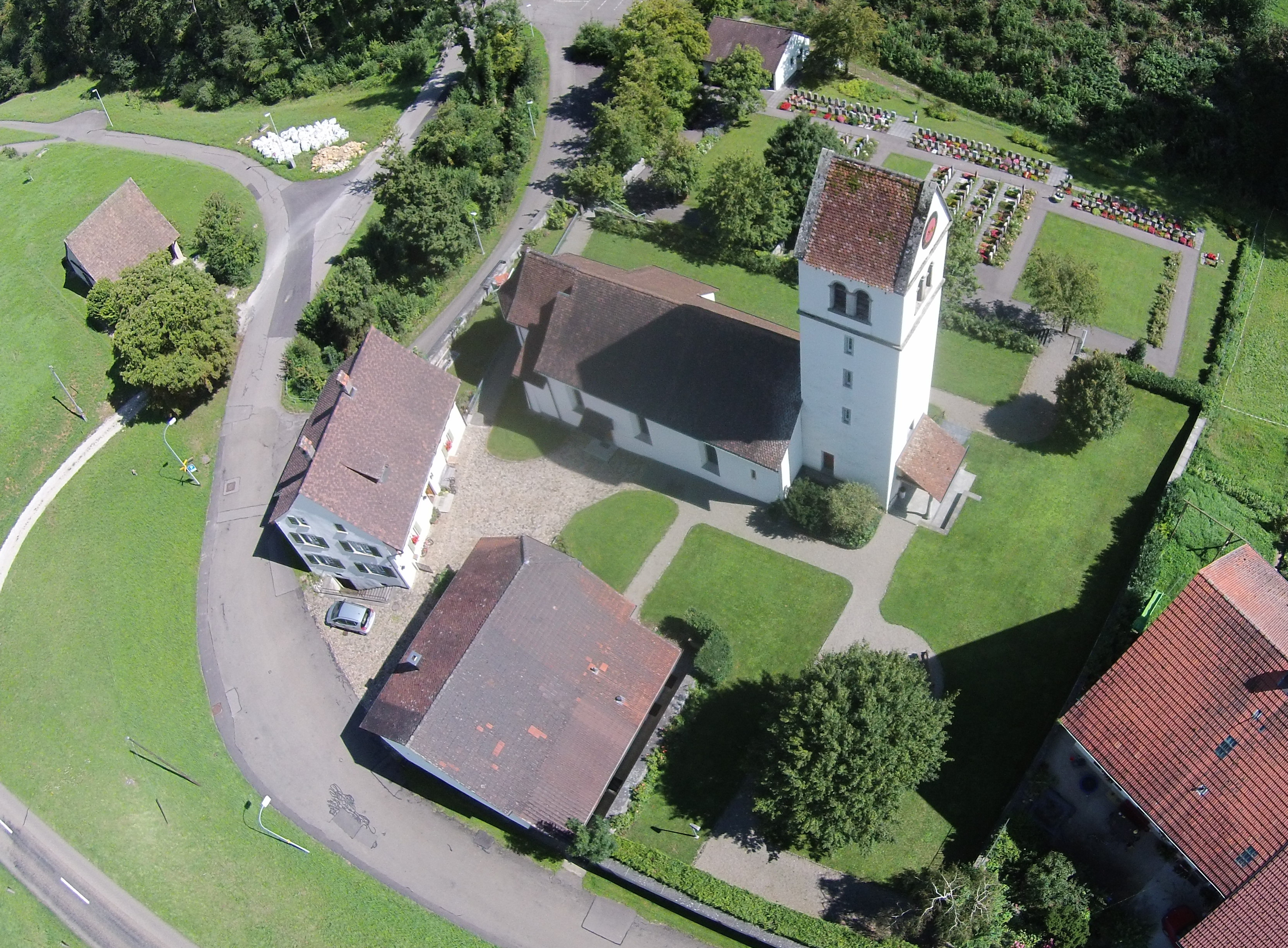

賴訥巴赫河是瑞士的河流，位於該國北部，流經阿爾高州，屬於阿勒河的左支流，河道全長9.8公里，流域面積32.8平方公里，河口處在菲利根附近。